# 格罗弗海滩 (加利福尼亚州)
格罗弗海滩（英語：Grover Beach），是美国加利福尼亚州圣路易斯-奥比斯波县下属的一座城市。建市于1959年12月21日，面积大约为2.31平方英里（6平方公里）。根据2010年美国人口普查，该市有人口13,156人。